# Juegos Panafricanos de 1999
Los VII Juegos Panafricanos se celebraron en Johannesburgo, Sudáfrica, del 10 al 19 de septiembre de 1999, bajo la denominación Johanesburgo 1999.
Participaron un total de xxx deportistas representantes de 53 países africanos. El total de competiciones fue de 224 repartidas en 18 deportes.

## Medallero
| Núm. | País                     | Oro | Plata | Bronce | Total |
| ---- | ------------------------ | --- | ----- | ------ | ----- |
| 1    | Sudáfrica                | 71  | 64    | 49     | 184   |
| 2    | Nigeria                  | 64  | 28    | 37     | 129   |
| 3    | Egipto                   | 53  | 60    | 45     | 158   |
| 4    | Túnez                    | 20  | 20    | 23     | 63    |
| 5    | Argelia                  | 14  | 24    | 32     | 70    |
| 6    | Kenia                    | 10  | 10    | 20     | 40    |
| 7    | Camerún                  | 6   | 13    | 22     | 41    |
| 8    | Senegal                  | 6   | 10    | 9      | 25    |
| 9    | Etiopía                  | 6   | 4     | 4      | 14    |
| 10   | Lesoto                   | 6   | 1     | 3      | 10    |
| 11   | Angola                   | 4   | 1     | 1      | 6     |
| 12   | Madagascar               | 4   | 3     | 7      | 14    |
| 13   | Ghana                    | 2   | 2     | 11     | 15    |
| 14   | Costa de Marfil          | 2   | 1     | 5      | 8     |
| 15   | Uganda                   | 2   | 1     | 3      | 6     |
| 16   | Zimbabue                 | 1   | 10    | 13     | 24    |
| 17   | Mauricio                 | 1   | 7     | 9      | 17    |
| 18   | Gabón                    | 1   | 3     | 6      | 0     |
| 19   | R.D. Congo               | 1   | 1     | 2      | 4     |
| 20   | Mozambique               | 1   | 0     | 0      | 0     |
| 21   | Botsuana                 | 0   | 3     | 2      | 5     |
| 22   | Seychelles               | 0   | 1     | 6      | 7     |
| 23   | Níger                    | 0   | 1     | 2      | 3     |
| 23   | República del Congo      | 0   | 1     | 2      | 3     |
| 25   | Tanzania                 | 0   | 1     | 0      | 1     |
| 25   | Zambia                   | 0   | 1     | 0      | 1     |
| 25   | Togo                     | 0   | 1     | 0      | 1     |
| 25   | Benín                    | 0   | 1     | 0      | 1     |
| 29   | Suazilandia              | 0   | 0     | 4      | 4     |
| 30   | República Centroafricana | 0   | 0     | 2      | 2     |
| 30   | Mali                     | 0   | 0     | 2      | 2     |
| 30   | Namibia                  | 0   | 0     | 2      | 2     |
| 30   | Cabo Verde               | 0   | 0     | 2      | 2     |
| 34   | Guinea-Bisáu             | 0   | 0     | 1      | 1     |
| 34   | Libia                    | 0   | 0     | 1      | 1     |
| 34   | Malaui                   | 0   | 0     | 1      | 1     |
| TOT  |                          | 224 | 223   | 280    | 727   |

| Predecesor: Harare 95 | VII Juegos Panafricanos 1999 | Sucesor: Abuya 2003 |

- Datos: Q1360178